# 圣保罗方尖碑

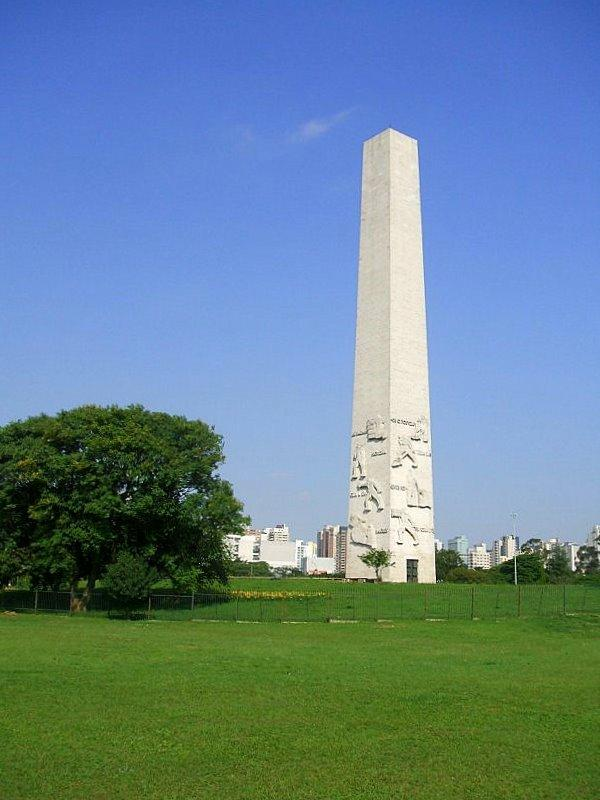
圣保罗方尖碑

圣保罗方尖碑是一座方尖碑，位于巴西圣保罗的伊比拉布埃拉公园，是该市最大的纪念碑，高72米，大理石材质，始建于1947年，1955年7月9日揭幕。
圣保罗方尖碑是为了纪念1932年宪政革命。其作者是意大利-巴西雕塑家Galileo Ugo Emendabili，他在1923年来到巴西。